# Четвёртая республика (книга)
«Четвертая республика. Почему Европе нужна Украина, а Украине — Европа» — книга Бориса Ложкина, бывшего главы Администрации Президента Украины, написанная при участии журналиста Владимира Федорина.
Опубликована 18 марта 2016 года. Кроме украинского языка, вышла на русском, английском и немецком. По состоянию на конец 2016 года является бестселлером.

## Книга

### Идея написания
«В течение первого года работы в АП мне приходилось много дискутировать об истории Украины, её стратегии, реформах, необходимых для строительства нормальной европейской страны. К концу этого года я накопил опыт и знания, которые, без преувеличения, можно назвать уникальными. И у меня появилась потребность ими поделиться. Так родилась идея написать книгу», — так Борис Ложкин описал предпосылки для начала работы над книгой.
В соавторы был приглашен журналист Владимир Федорин, с которым Ложкин в 2011 запускал проект «Forbes Украина», принадлежащий его компании «UMH Group»..
Название
Авторы объясняют выбор названия книги тем, что, по их мнению, после Революции Достоинства в истории Украины наступил период «Четвёртой республики».
«Мы посчитали, что первой республикой была Украинская Народная, просуществовавшая с 1917-го по 1919-й. Второй — Украинская ССР. Украина 1991—2013 годов — это Третья республика. В 2014-м началась новая эпоха — Четвёртой республики, задача которой — построение современного демократического государства и мощной экономики», — отметил Ложкин.
Работа над книгой
Работа над авторским текстом книги велась с мая по декабрь 2015 года в формате разговоров, которые позже и легли в основу книги.
«Мы работали над книгой по воскресеньям, иногда по ночам в будни. И даже в израильской клинике. Почти никто не знает, что в сентябре 2015-го мне делали серьезную операцию. Но не было бы счастья, да несчастье помогло: появился незапланированный 10-дневный „отпуск“, позволивший проделать значительную часть работы над книгой», — рассказывал Ложкин.
«Мне не раз хотелось дополнить текст, учесть более поздние события, но ситуация в стране развивается так стремительно, что в погоне за новостями я никогда не смог бы поставить точку. В конце концов, эта книга — не столько о недавнем прошлом и настоящем, сколько о будущем», — отмечал Ложкин.

### Содержание
Книга состоит из 11 глав размышлений политика об истории, настоящем и будущем Украины.
Первая глава («Вкус власти») посвящена событиям 2013—2014 годов, когда на Украине произошла смена власти, а Борис Ложкин включился в работу по строительству новых государственных институтов.
Вторая («Без карты») — это краткая история «Третьей республики» (Украина с 1991 по 2013 год).
Третья глава («Революция ценностей») посвящена бойцам, волонтерам, гражданским активистам.
Глава четвёртая, «Господин Президент» — краткий очерк первых полутора лет президентства Петра Порошенко.
Пятая и шестая главы посвящены процессу перезагрузки и кадровых обновлений украинских государственных институтов.
«Политическую и экономическую структуру, сложившуюся на Украине в 1990—2000-х, часто называют олигархической. Это  серьезный ограничитель, мешающий модернизации страны», — пишет Борис Ложкин. О  масштабах проблемы и  о путях её решения  — седьмая глава.
Восьмая глава дает анализ причин экономического отставания Украины от соседей.
Девятая глава рассказывает о том, как обеспечить успех и необратимость радикальных реформ, которые создадут предпосылки для устойчивого и динамичного экономического роста Украины.
Десятая глава — о том, что «Украина, отвечающая сама за себя» .
Одиннадцатая глава («Угроза с востока») описывает подход к решению «ключевой задачи украинского государственного строительства».

### Авторы
Борис Ложкин
Глава Администрации президента Украины с июля 2014 по август 2016 года.
Член Совета национальной безопасности и обороны Украины. Заместитель председателя Национального совета реформ. Родился в 1971 году в Харькове. В 1989—2013 годах занимался бизнесом. Основанная им «UMH Group» к 2010 году стала одной из крупнейших мультимедийных компаний Восточной Европы и единственной публичной медиакомпанией со штаб-квартирой в Киеве.
Заслуженный журналист Украины. Кандидат филологических наук. Автор книг: «Есть ли будущее у Харькова?» и «Выборы: технологии избирательных кампаний» (в соавторстве).
Владимир Федорин
Журналист, редактор, основатель аналитического центра «Bendukidze Free Market Center» (Киев).
Родился в 1971 году в Одессе. Окончил Московский государственный университет, специальность — «классическая филология». В 2001—2010 годах — репортер, заместитель главного редактора газеты «Ведомости», журналов Smart Money и «Forbes Россия». Редактор-сооснователь «Forbes Украина»(2010—2013).
В 2013—2015 годах публиковался в «Ведомостях», «Forbes Россия». Slon.ru, The New Times, rbc.ru,Esquire, InLiberty.ru, «Новом времени», «Украинской правде», «Фокусе». Автор книги «Гудбай, імперіє. Розмови з Кахою Бендукідзе»(Львов, ВСЛ, 2015). Российское издание книги вышло под названием «Дорога к свободе» (Москва, Новое издательство, 2015). Под редакцией Владимира Федорина опубликованы книги Петра Авена и Альфреда Коха «Революция Гайдара» (Москва, Альпина Паблишер, 2011), Адама Михника и Алексея Навального «Диалоги» (Москва, Новое издательство, 2015). В августе 2015 года Президент Порошенко подписал указ о предоставлении Владимиру Федорину украинского гражданства.

## Публикация книги
Книга вышла в издательстве «Фолио» в марте 2016 года на украинском и русском языках. Также книга вышла в переводе на английский и немецкий язык.
18 марта в гостинице «Интерконтиненталь» в Киеве прошла презентация книги «Четвертая республика». На мероприятие было приглашено более 600 человек — политики, журналисты, бизнесмены, общественные деятели. Презентацию в том числе посетили президент Украины Петр Порошенко, премьер-министр Арсений Яценюк и спикер Верховной Рады Владимир Гройсман.
Расходы на презентацию книги «Четвертая республика» 18 марта, по информации из офиса Бориса Ложкина, предоставленной по просьбе журналистов, составили 668 319 гривен 84 копейки.
В эту сумму входили организация утреннего брифинга, аренда залов киевского отеля «Интерконтиненталь», вечерний фуршет, техническое обеспечение и полиграфия. В ответе отмечается, что все расходы Ложкин покрыл сам.
17 сентября 2016 за книгу «Четвертая республика» Борис Ложкин и Владимир Федорин получили специальную награду президента львовского Форума издателей Александры Коваль. Во время презентации книги на Форуме издателей во Львове гендиректор «Фолио» Александр Красовицкий сообщил, что за 5 месяцев с момента выхода в свет «Четвертая республика» стала бестселлером и самой продаваемой украинской книгой среди общественно-политических изданий.
По состоянию на сентябрь 2016 было продано 11 тысяч тиража книги. 21 октября 2016 года книга Ложкина была представлена в Европе — на Франкфуртской книжной ярмарке.

## Отзывы и обсуждение книги
Выход в свет книги вызвал интерес, как на Украине, так и за рубежом. Свое мнение по поводу издания высказали украинские и зарубежные политики, предприниматели, эксперты, мыслители, журналисты..
Джордж Сорос, американский финансист, меценат и миллиардер:
«В своей книге Борис Ложкин доказывает, что Европе нужна Украина не только для того, чтобы защитить её от угрозы, исходящей от путинской России, но и для возрождения духа европейской солидарности»
Александр Квасьневский, президент Польши в 1995—2005 годах:
«Борис Ложкин рассказывает историю, в создании которой сам принимал участие. Его личное уникальное видение будет интересным каждому, кто понимает ценность современной Украины для Европы и всего мира»
Леонид Кучма, президент Украины в 1994—2005 годах
«Рекомендую книгу самому широкому читателю. Хотя, например, трудно согласиться с тем, что до Евромайдана в Украине ничего не делалось. На мой взгляд, недооценка предыдущих успехов ставит под сомнение достижения целого поколения украинцев. Вместе с тем, книга Бориса Ложкина — своеобразный моментальный снимок одной из самых драматичных страниц истории нашей страны, когда решалась судьба украинской государственности. Эта книга — также о будущем Украины: в ней высказываются интересные мысли о том, как провести успешные реформы, восстановить сильное и эффективно функционирующее государство»
Жозе Мануэл Баррозу, глава Еврокомиссии в 2004-2014 годах:
«Борис Ложкин – один из ключевых игроков в руководстве Украины, которое призвано вести ее в Европу в условиях внешней агрессии, экономического кризиса и тяжелого наследия предыдущих лет. Его книга дает уникальную точку зрения на этот процесс»
Андрей Садовый', мэр Львова, лидер партии «Самопоміч»:
«Опыт успешного медиа-менеджера и бизнесмена, который всегда пытался держаться вдали от политики, вступает в мировоззренческий конфликт с реалиями политической и государственной машины. От того, что победит – здравый смысл или политическая целесообразность, – зависит насколько быстро мы пройдем кризисные времена»

## Критика
«Украинская правда» раскритиковала Бориса Ложкина за то, что тот умалчивает в книге тот факт, что после продажи его медиа-холдинга Сергею Курченко, новое руководство ввело в компании цензуру, вследствие чего журнал и сайт Forbes покинули 13 журналистов и редакторов.
Логику Ложкина можно понять, если бы он продавал агрохолдинг или металлургический завод. Но он продавал медиахолдинг с аудиторией в 11 миллионов человек и прекрасно понимал, с какой целью Курченко покупает UMH.